# Aldorf
Aldorf ist ein Ortsteil des Fleckens Barnstorf im Landkreis Diepholz in Niedersachsen. Zusammen mit den Ortsteilen Dreeke und Rechtern gehört er zum Flecken Barnstorf.
Aldorf liegt nördlich des Kernortes Barnstorf an der Kreisstraße K 47. Durch den Ort fließt der Aldorfer Bach, ein rechter Nebenfluss der Hunte, die westlich des Ortes fließt.

## Baudenkmale
- In der Liste der Baudenkmale in Barnstorf ist für Aldorf das Wohn-/Wirtschaftsgebäude Aldorf 17 als einziges Baudenkmal aufgeführt.